# Höga kusten
För andra betydelser, se Höga kusten (olika betydelser).
Höga kusten är ett kust- och naturområde i Västernorrlands län.  Området har ingen formell avgränsning, men kännetecknas av höga branter, klippor och berg. Höga kusten utsågs till ett världsarv av Unesco år 2000 på grund av kustens snabba landhöjning efter att inlandsisen drog sig tillbaka för omkring 10 000 år sedan. Sedan den senaste istiden har en landhöjning på nästan 300 meter gjort landskapet säreget, med bland annat höga klippor och berg. Området har varit bebott i minst 7 000 år.

## Höga kusten som begrepp
Begreppet Höga kusten myntades i början på 1970-talet, i samband med Höga Kusten-utredningen 1974. Den genomfördes av Höga Kusten-kommittén på uppdrag av länsstyrelsen. I utredningen avsågs med begreppet i huvudsak det område som  ligger öster om E4 i kommunerna Kramfors och Örnsköldsvik samt nordost om Ångermanälven. Dessutom ingick följande områden väster om E4: Skuleberget, Ullångerfjället och Nätrafjället. E4 gick då över Sandöbron. Numera går E4 över Högakustenbron som invigdes 1997. 
Riksplanerapporten SOU 1971:75 'Hushållning med mark och vatten' kallade området för Norra Ångermanlands brantkust. På ett ställe i rapporten förekommer dock även texten 'Den höga kusten'.

## Världsarvet
Höga kusten blev ett världsarv år 2000. 2006 utvidgades detta världsarv med Kvarkens skärgård på den finländska kusten i Österbotten och världsarvsområdet heter numera Höga kusten/Kvarkens skärgård.
Grunden till beslutet 2000 var den geologiskt sett snabba och stora landhöjningen efter den senaste inlandsisen. Området är ett av de bästa exemplen i världen på hur nedisning och landhöjning påverkar jordytan. På ett begränsat område uppvisas en geologisk historia på 10 400 år. Vissa av processerna pågår än idag.
Geografiskt ligger Världsarvet Höga Kusten mellan Höga Kustenbron i söder och Skeppsmalen utanför Örnsköldsvik i norr. De högst belägna klapperfälten ligger omkring Möcklingsjön på bergen utanför Ullånger på 270 till 290 m.ö.h.. Även Slåttberget vid Sörbacksjö utanför Örnsköldsvik har ett klapperstensfält på 279 möh. Högsvedjeberget med sina 350 m.ö.h. vid Entré Väst i Skuleskogens nationalpark är det högsta berget i Världsarvet Höga Kusten. 
Även Sundsvalls kommun, Nordmalings kommun och Umeå kommun har spår av den högsta kustlinjen på Grimåsen med klapperstensfält på 256 möh (lantmäteriet.) respektive på Malbrännaberget med klapperstensfält på 263 möh (lantmäteriet) och Haraberget vid Tavelsjö på 257 möh (Lantmäteriet). 
Området Skuleskogen och Nätrafjällskog är en av Sveriges snörikaste platser utanför fjällen. Rekordet enligt SMHI är 190 centimeter den 2 januari 1967. Troligtvis har det förekommit dagar med över två meter snö både 1988 (mars 1988 hade Hattsjöbäcken 213 cm)och 2018, den 5 februari var snödjupet vid Entré väst 191 cm. Se länk c.

## Turism
Skuleberget, Skuleskogens nationalpark, Högbonden, Ulvöarna och Trysunda utgör populära attraktioner. Vandring lockar också besökare till platsen, där Höga kustenleden och Världsarvsleden lockar mest folk.

## Övrigt
Höga kusten finns avbildad på svenska frimärken som utkom den 27 januari 2005.